# Schwedischer Fußballpokal der Männer 2007
Der schwedische Fußballpokal 2007 (auch Svenska Cupen 2007 genannt) war die 52. Austragung des Fußballpokalwettbewerbs der Männer. Die 1. Runde begann am 24. März 2007. Das Finale fand am 27. September 2007 im Fredriksskans von Kalmar statt. Titelverteidiger war Helsingborgs IF.
Pokalsieger wurde Kalmar FF. Das Team setzte sich im Finale mit 3:0 gegen IFK Göteborg durch. Der Sieger qualifizierte sich für die 1. Qualifikationsrunde des UEFA-Cups 2008/09.

## Modus
Alle Begegnungen wurden im K.-o.-System ausgetragen. Bei unentschiedenem Ausgang gab es eine Verlängerung von zweimal 15 Minuten und gegebenenfalls ein Elfmeterschießen. In der 1. Runde traten 68 Mannschaften der dritten Spielklasse oder darunter gegeneinander an. In der 2. Runde wurde den Mannschaften der Allsvenskan bzw. Superettan jeweils ein Sieger der 1. Runde zugelost.

## Teilnehmer
| Fotbollsallsvenskan (14) (Level 1) | Superettan (16) (Level 2) | Division 1 (15) (Level 3) |
| --- | --- | --- |
| - Djurgårdens IF - IF Elfsborg - GAIS Göteborg - Gefle IF - IFK Göteborg - BK Häcken - Hammarby IF - Halmstads BK - Helsingborgs IF - Kalmar FF - Malmö FF - AIK Solna - Örgryte IS - Östers IF                            | - Assyriska FF - Åtvidabergs FF - IF Brommapojkarna - Degerfors IF - Falkenbergs FF - Jönköpings Södra IF - Landskrona BoIS - Ljungskile SK - Mjällby AIF - IFK Norrköping - Örebro SK - Qviding FIF - GIF Sundsvall - Trelleborgs FF - Umeå FC - Väsby United | - Ängelholms FF - Bodens BK - Bunkeflo IF - Carlstad United BK - BK Forward - Enköpings SK - IFK Falköping - IFK Hässleholm - Norrby IF - Östersunds FK - IK Sirius - FC Trollhättan - IFK Värnamo - Vasalunds/Essinge IF - Visby IF Gute |
| Division 2 (28) (Level 4) | Division 2 (28) (Level 4) | Division 3 (9) (Level 5) |
| - Arameisk-Syrianska IF - Avesta AIK - Enskede IK - Ersboda SK - Eskilstuna City FK - Finlandia-Pallo AIF - Friska Viljor FC - Gantofta IF - Gröndals IK - Hudiksvalls ABK - Laholms SK - IFK Luleå - IFK Malmö - IFK Ölme | - Skellefteå FF - Tenhults IF - IF Heimer - Lärje-Angereds IF - Ljungby IF - Perstorps SK - Rydaholms GoIF - Rynninge IK - Sandvikens IF - Skövde AIK - Syrianska IF Kerburan - IFK Timrå - Vallentuna BK - Värtans IK                                         | - Gamla Upsala SK - IK Frej - Högaborgs BK - KB Karlskoga - Limhamns IF - Melleruds IF - Nässjö FF - Oskarshamns AIK - Växjö Norra IF |
| Division 4 (12) (Level 6) | Division 4 (12) (Level 6) | Division 5 (4) (Level 7) |
| - FC Corner - Hässelby SK - Herrljunga SK - BK Hird - Landvetter IS - Lyckeby GoIF | - Ringarums IF - Runtuna IK - Stafsinge IF - Stenungsunds IF - Utsiktens BK - Vinbergs IF | - Dalkurd FF - Furulunds IK - Mjölby Södra IF - Norberg BK |

## 1. Runde
Teilnehmer: 15 Vereine der Division 1, 28 Vereine der Division 2, neun Vereine der Division 3, zwölf Vereine der Division 4 und vier Vereine der Division 5.
| Datum      |                            | Ergebnis              |                            |
| ---------- | -------------------------- | --------------------- | -------------------------- |
| 24.03.2007 | IFK Falköping (III)        | 5:0                   | Tenhults IF (IV)           |
| 28.03.2007 | Arameisk-Syrianska IF (IV) | 1:2                   | IK Sirius (III)            |
| 31.03.2007 | IK Frej (V)                | 2:0                   | Visby IF Gute (III)        |
| 31.03.2007 | IFK Luleå (IV)             | 1:2                   | Ersboda SK (IV)            |
| 01.04.2007 | Finlandia-Pallo AIF (IV)   | 0:6                   | Norrby IF (III)            |
| 01.04.2007 | Landvetter IS (VI)         | 0:4                   | Stenungsunds IF (VI)       |
| 04.04.2007 | Stafsinge IF (VI)          | 0:4                   | IFK Malmö (IV)             |
| 04.04.2007 | Friska Viljor FC (IV)      | 2:4                   | IFK Timrå (IV)             |
| 05.04.2007 | Skellefteå FF (IV)         | 2:3                   | Bodens BK (III)            |
| 05.04.2007 | Hudiksvalls ABK (IV)       | 0:2                   | Östersunds FK (III)        |
| 05.04.2007 | Avesta AIK (IV)            | 0:7                   | Syrianska IF Kerburan (IV) |
| 06.04.2007 | IFK Ölme (IV)              | 0:0 n. V. (4:3 i. E.) | BK Forward (III)           |
| 06.04.2007 | Lyckeby GoIF (VI)          | 0:2                   | Rydaholms GoIF (IV)        |
| 06.04.2007 | Runtuna IK (VI)            | 3:0                   | Vallentuna BK (IV)         |
| 06.04.2007 | Växjö Norra IF (V)         | 0:4                   | IFK Hässleholm (III)       |
| 06.04.2007 | Furulunds IK (VII)         | 1:4                   | Gantofta IF (IV)           |
| 06.04.2007 | Melleruds IF (V)           | 2:0                   | FC Trollhättan (III)       |
| 07.04.2007 | Limhamns IF (V)            | 2:4 n. V.             | Ängelholms FF (III)        |
| 07.04.2007 | IF Heimer (IV)             | 2:3                   | Carlstad United BK (III)   |
| 08.04.2007 | Laholms SK (IV)            | 2:1                   | Bunkeflo IF (III)          |
| 08.04.2007 | Vinbergs IF (VI)           | 0:2                   | Högaborgs BK (V)           |
| 09.04.2007 | FC Corner (VI)             | 1:2                   | Lärje-Angereds IF (IV)     |
| 09.04.2007 | Herrljunga SK (VI)         | 1:6                   | Utsiktens BK (VI)          |
| 09.04.2007 | Nässjö FF (V)              | 0:3                   | IFK Värnamo (III)          |
| 09.04.2007 | Perstorps SK (IV)          | 1:3                   | Ljungby IF (IV)            |
| 09.04.2007 | Ringarums IF (VI)          | 0:1                   | Oskarshamns AIK (V)        |
| 09.04.2007 | Värtans IK (IV)            | 1:3                   | Enköpings SK (III)         |
| 09.04.2007 | BK Hird (VI)               | 1:4                   | Eskilstuna City FK (IV)    |
| 09.04.2007 | Hässelby SK (VI)           | 0:5                   | Enskede IK (IV)            |
| 09.04.2007 | KB Karlskoga (V)           | 1:6                   | Skövde AIK (IV)            |
| 09.04.2007 | Norberg BK (VII)           | 0:9                   | Gröndals IK (IV)           |
| 09.04.2007 | Dalkurd FF (VII)           | 1:5                   | Sandvikens IF (IV)         |
| 11.04.2007 | Gamla Upsala SK (V)        | 4:1                   | Vasalunds/Essinge IF (III) |
| 14.04.2007 | Mjölby Södra IF (VII)      | 0:4                   | Rynninge IK (IV)           |

## 2. Runde
Teilnehmer: Die 34 Sieger der 1. Runde und alle Mannschaften der Allsvenskan 2006 und der Superettan 2006.
| Datum      |                            | Ergebnis              |                          |
| ---------- | -------------------------- | --------------------- | ------------------------ |
| 19.04.2007 | Lärje-Angereds IF (IV)     | 2:2 n. V. (4:5 i. E.) | Landskrona BoIS (II)     |
| 19.04.2007 | IFK Malmö (IV)             | 0:3                   | Hammarby IF (I)          |
| 19.04.2007 | Runtuna IK (VI)            | 0:3                   | IFK Norrköping (II)      |
| 24.04.2007 | Carlstad United BK (III)   | 0:0 n. V. (7:6 i. E.) | Falkenbergs FF (II)      |
| 25.04.2007 | Enskede IK (IV)            | 0:2                   | Trelleborgs FF (II)      |
| 25.04.2007 | Högaborgs BK (V)           | 2:5                   | Kalmar FF (I)            |
| 25.04.2007 | Laholms SK (IV)            | 0:2                   | Qviding FIF (II)         |
| 25.04.2007 | Melleruds IF (V)           | 1:3                   | IF Brommapojkarna (II)   |
| 25.04.2007 | Rydaholms GoIF (IV)        | 0:1 n. V.             | Assyriska FF (II)        |
| 25.04.2007 | Ersboda SK (IV)            | 1:4                   | Degerfors IF (II)        |
| 25.04.2007 | Rynninge IK (IV)           | 0:6                   | Åtvidabergs FF (II)      |
| 25.04.2007 | Sandvikens IF (IV)         | 0:2                   | GIF Sundsvall (II)       |
| 25.04.2007 | BK Forward (III)           | 1:3                   | Väsby United (II)        |
| 25.04.2007 | IFK Timrå (IV)             | 1:2                   | Örgryte IS (I)           |
| 25.04.2007 | Oskarshamns AIK (V)        | 0:1                   | Bodens BK (III)          |
| 25.04.2007 | IK Sirius (III)            | 2:3                   | Mjällby AIF (II)         |
| 26.04.2007 | IFK Värnamo (III)          | 1:0                   | Jönköpings Södra IF (II) |
| 26.04.2007 | Gantofta IF (IV)           | 0:3                   | Umeå FC (II)             |
| 26.04.2007 | Ängelholms FF ()           | 2:2 n. V. (1:4 i. E.) | IFK Göteborg (I)         |
| 26.04.2007 | IFK Falköping (III)        | 0:3                   | IF Elfsborg (I)          |
| 26.04.2007 | Gamla Upsala SK (V)        | 0:3                   | Halmstads BK (I)         |
| 26.04.2007 | IFK Hässleholm (III)       | 0:4                   | Helsingborgs IF (I)      |
| 26.04.2007 | Norrby IF (III)            | 0:2                   | Djurgårdens IF (I)       |
| 26.04.2007 | Skövde AIK (IV)            | 2:1                   | GAIS Göteborg (I)        |
| 26.04.2007 | Syrianska IF Kerburan (IV) | 0:3                   | Gefle IF (I)             |
| 26.04.2007 | Utsiktens BK (VI)          | 1:0                   | Ljungskile SK (II)       |
| 26.04.2007 | Östersunds FK (III)        | 2:3                   | Örebro SK (II)           |
| 01.05.2007 | Enköpings SK (III)         | 0:1                   | AIK Solna (I)            |
| 01.05.2007 | Stenungsunds IF (VI)       | 0:11                  | Malmö FF (I)             |
| 01.05.2007 | Ljungby IF (IV)            | 3:2                   | IK Frej (V)              |
| 02.05.2007 | Gröndals IK (IV)           | 0:0 n. V. (3:4 i. E.) | BK Häcken (I)            |
| 02.05.2007 | Eskilstuna City FK (IV)    | 0:2                   | Östers IF (I)            |

## 3. Runde
| Datum      |                          | Ergebnis              |                        |
| ---------- | ------------------------ | --------------------- | ---------------------- |
| 15.05.2007 | Degerfors IF (II)        | 3:2 n. V.             | Åtvidabergs FF (II)    |
| 16.05.2007 | Väsby United (II)        | 3:2 n. V.             | Umeå FC (II)           |
| 16.05.2007 | Carlstad United BK (III) | 1:1 n. V. (3:4 i. E.) | Hammarby IF (I)        |
| 16.05.2007 | IFK Värnamo (III)        | 1:5                   | Kalmar FF (I)          |
| 16.05.2007 | Bodens BK (III)          | 1:2 n. V.             | Örgryte IS (I)         |
| 16.05.2007 | Skövde AIK (IV)          | 2:1                   | Assyriska FF (II)      |
| 17.05.2007 | Gefle IF (I)             | 2:2 n. V. (5:3 i. E.) | Djurgårdens IF (I)     |
| 17.05.2007 | Halmstads BK (I)         | 1:3                   | IF Brommapojkarna (II) |
| 17.05.2007 | Qviding FIF (II)         | 1:2 n. V.             | BK Häcken (I)          |
| 17.05.2007 | Ljungby IF (IV)          | 1:6                   | IFK Göteborg (I)       |
| 17.05.2007 | Utsiktens BK (VI)        | 0:4                   | Helsingborgs IF (I)    |
| 23.05.2007 | Östers IF (I)            | 3:1 n. V.             | Örebro SK (II)         |
| 24.05.2007 | GIF Sundsvall (II)       | 1:0                   | Trelleborgs FF (II)    |
| 24.05.2007 | IFK Norrköping (II)      | 1:0                   | AIK Solna (I)          |
| 24.05.2007 | Landskrona BoIS (II)     | 2:1                   | Malmö FF (I)           |
| 06.06.2007 | Mjällby AIF (II)         | 1:1 n. V. (3:2 i. E.) | IF Elfsborg (I)        |

## Achtelfinale
| Datum      |                        | Ergebnis              |                      |
| ---------- | ---------------------- | --------------------- | -------------------- |
| 05.06.2007 | IF Brommapojkarna (II) | 1:1 n. V. (4:5 i. E.) | Östers IF (I)        |
| 13.06.2007 | Väsby United (II)      | 2:0                   | Degerfors IF (II)    |
| 14.06.2007 | Hammarby IF (I)        | 1:2                   | IFK Norrköping (II)  |
| 20.06.2007 | BK Häcken (I)          | 0:2                   | GIF Sundsvall (II)   |
| 20.06.2007 | Skövde AIK (IV)        | 3:3 n. V. (3:4 i. E.) | Kalmar FF (I)        |
| 20.06.2007 | Örgryte IS (I)         | 1:1 n. V. (2:4 i. E.) | Mjällby AIF (II)     |
| 28.06.2007 | Helsingborgs IF (I)    | 1:2                   | Landskrona BoIS (II) |
| 05.07.2007 | IFK Göteborg (I)       | 3:0                   | Gefle IF (I)         |

## Viertelfinale
| Datum      |                     | Ergebnis  |                      |
| ---------- | ------------------- | --------- | -------------------- |
| 26.07.2007 | Östers IF (I)       | 0:1       | Kalmar FF (I)        |
| 26.07.2007 | GIF Sundsvall (II)  | 1:2 n. V. | Väsby United (II)    |
| 26.07.2007 | IFK Norrköping (II) | 2:3       | Landskrona BoIS (II) |
| 02.08.2007 | Mjällby AIF (II)    | 1:2 n. V. | IFK Göteborg (I)     |

## Halbfinale
| Datum      |                   | Ergebnis |                      |
| ---------- | ----------------- | -------- | -------------------- |
| 08.09.2007 | Väsby United (II) | 1:4      | Kalmar FF (I)        |
| 22.09.2007 | IFK Göteborg (I)  | 4:0      | Landskrona BoIS (II) |

## Finale
| Paarung        | Kalmar FF – IFK Göteborg |
| Ergebnis       | 3:0 (1:0) |
| Datum          | 27. September 2007 |
| Stadion        | Fredriksskans, Kalmar |
| Zuschauer      | 6.877 |
| Schiedsrichter | Martin Ingvarsson |
| Tore           | 1:0 César Santin (22.) 2:0 Patrik Ingelsten (65.) 3:0 César Santin (88., Elfmeter) |
| Kalmar FF      | Petter Wastå – Arthur Sorin, Tobias Carlsson, Patrik Rosengren, Mikael Eklund – Henrik Rydström , Viktor Elm, Patrik Ingelsten, Rasmus Elm – César Santin, David Elm Cheftrainer: Nanne Bergstrand                                                                                         |
| IFK Göteborg   | Bengt Andersson – Adam Johansson (70. George Mourad), Mattias Bjärsmyr, Ragnar Sigurðsson – Hjalmar Jónsson, Niclas Alexandersson (63. Eldin Karisik), Gustav Svensson, Thomas Olsson – Tobias Hysén (79. Stefan Selakovic), Pontus Wernbloom, Jonas Wallerstedt Cheftrainer: Jonas Olsson |
| Gelbe Karten   | keine – Bjärsmyr (44.), Olsson (53.), Wallerstedt (86.), Selakovic (87.) |